# Кастийон (Приморские Альпы)
Кастийон (фр. Castillon, итал. Castiglione) — коммуна на юго-востоке Франции в регионе Прованс — Альпы — Лазурный берег, департамент Приморские Альпы, округ Ницца, кантон Ментона. До марта 2015 года коммуна административно входила в состав упразднённого кантона Соспель (округ Ницца).
Площадь коммуны — 7,51 км², население — 327 человек (2006) с выраженной тенденцией к росту: 383 человека (2012), плотность населения — 51,0 чел/км².

## Население
Население коммуны в 2011 году составляло — 377 человек, а в 2012 году — 383 человека.
| 1962 | 1968 | 1975 | 1982 | 1990 | 1999 | 2005 | 2006 | 2010 | 2011 | 2012 |
| ---- | ---- | ---- | ---- | ---- | ---- | ---- | ---- | ---- | ---- | ---- |
| 82   | 97   | 55   | 79   | 187  | 282  | 324  | 327  | 372  | 377  | 383  |

Динамика численности населения:

## Экономика
В 2010 году из 263 человек трудоспособного возраста (от 15 до 64 лет) 202 были экономически активными, 61 — неактивными (показатель активности 76,8 %, в 1999 году — 70,1 %). Из 202 активных трудоспособных жителей работали 188 человек (107 мужчин и 81 женщина), 14 числились безработными (9 мужчин и 5 женщин). Среди 61 трудоспособных неактивных граждан 19 были учениками либо студентами, 15 — пенсионерами, а ещё 27 — были неактивны в силу других причин.
На протяжении 2010 года в коммуне числилось 146 облагаемых налогом домохозяйств, в которых проживало 359,0 человек. При этом медиана доходов составила 21 тысяча 256 евро на одного налогоплательщика.

## Достопримечательности (фотогалерея)
- Виадук (трамвайная линия Ментона — Соспель)